# 斐济鹦雀
斐济鹦雀（学名：Erythrura pealii）是斐济特有的一种梅花雀，曾被视作红头鹦雀的亚种。